# Edmundo Pérez Yoma
Edmundo Pérez Yoma (né le 10 janvier 1939 à Antofagasta), est un avocat et homme politique chilien, membre du Parti démocrate chrétien. Ministre de l'Intérieur dans le gouvernement de Michelle Bachelet du 8 janvier 2008 au 11 mars 2010.
Ministre de la Défense de 1994 au 16 janvier 1998 et du 22 juin 1999 au 11 mars 2000. Ambassadeur en Argentine du 16 janvier 1998 au 22 juin 1999.